# Промша
Промша — річка у Новогрудському й Дятловському районах, Гродненська область, Білорусь. 
Права притока Мовчаді (басейн Німану).

## Опис
Довжина річки 32 км, похил річки 4,8 м/км, площа басейну водозбору 74 км², середньорічний стік 0,5 м³/с. Формується безіменними струмками та загатами. Річище від витоку впродовж 7 км каналізоване. Його ширина від 3 м у верхів'ї до 9 м у пригирловій частині.

## Розташування
Бере початок за 1,3 км на західній стороні від села Велику Лезневічи. Тече переважно на західі на північно-західній околиці села Устє впадає у Мовчадь, ліву притоку Німану.